# Monticello (Maine)
Monticello es un pueblo ubicado en el condado de Aroostook en el estado estadounidense de Maine. En el Censo de 2010 tenía una población de 790 habitantes y una densidad poblacional de 7,94 personas por km².

## Geografía
Monticello se encuentra ubicado en las coordenadas 46°19′43″N 67°50′50″O / 46.32861, -67.84722. Según la Oficina del Censo de los Estados Unidos, Monticello tiene una superficie total de 99.47 km², de la cual 99.03 km² corresponden a tierra firme y (0.43%) 0.43 km² es agua.

## Demografía
Según el censo de 2010, había 790 personas residiendo en Monticello. La densidad de población era de 7,94 hab./km². De los 790 habitantes, Monticello estaba compuesto por el 92.91% blancos, el 0.25% eran afroamericanos, el 4.56% eran amerindios, el 0.25% eran asiáticos, el 0% eran isleños del Pacífico, el 0% eran de otras razas y el 2.03% pertenecían a dos o más razas. Del total de la población el 0.25% eran hispanos o latinos de cualquier raza.